# Masato Yamazaki (futbolista nacido en 1990)
Masato Yamazaki (山﨑 正登 Yamazaki Masato?, nacido el 12 de mayo de 1990 en Saitama) es un futbolista japonés que se desempeña como centrocampista.

## Trayectoria

### Clubes
| Club            | País  | Año         |
| --------------- | ----- | ----------- |
| Kashiwa Reysol  | Japón | 2009 - 2011 |
| Fagiano Okayama | Japón | 2011        |
| FC Gifu         | Japón | 2012 - 2013 |
| YSCC Yokohama   | Japón | 2014 - 2017 |

## Estadística de carrera

### J. League
| Club            | Año   | J. League | J. League | Copa J. League | Copa J. League | Total | Total |
| Club            | Año   | Part.     | Goles     | Part.          | Goles          | Part. | Goles |
| --------------- | ----- | --------- | --------- | -------------- | -------------- | ----- | ----- |
| Kashiwa Reysol  | 2009  | 1         | 0         | 4              | 0              | 5     | 0     |
| Kashiwa Reysol  | 2010  | 8         | 1         | -              | -              | 8     | 1     |
| Kashiwa Reysol  | 2011  | 0         | 0         | 0              | 0              | 0     | 0     |
| Fagiano Okayama | 2011  | 6         | 1         | -              | -              | 6     | 1     |
| FC Gifu         | 2012  | 6         | 0         | -              | -              | 6     | 0     |
| FC Gifu         | 2013  | 7         | 0         | -              | -              | 7     | 0     |
| YSCC Yokohama   | 2014  | 24        | 1         | -              | -              | 24    | 1     |
| YSCC Yokohama   | 2015  | 16        | 1         | -              | -              | 16    | 1     |
| YSCC Yokohama   | 2016  | 23        | 1         | -              | -              | 23    | 1     |
| YSCC Yokohama   | 2017  | 8         | 0         | -              | -              | 8     | 0     |
| Total           | Total | 99        | 5         | 4              | 0              | 103   | 5     |

## Palmarés

### Títulos nacionales
| Título    | Club           | País  | Año  |
| --------- | -------------- | ----- | ---- |
| J2 League | Kashiwa Reysol | Japón | 2010 |